# Championnats d'Europe juniors d'athlétisme 2013
Navigation
Championnats d'Europe juniors 2011 Édition suivante
Les 22es Championnats d'Europe juniors d'athlétisme se déroulent à Rieti du 18 au 21 juillet 2013, dans le stade Raul-Guidobaldi.

## Déclarations des organisateurs
Lors de la présentation de ces futurs championnats à Tallinn 2011, le président du comité local d'organisation, Alessandro Rinaldi, a déclaré : « Nous avons accepté ce défi avec enthousiasme, convaincus que notre groupe soit déjà sur la bonne voie pour atteindre un standard élevé de qualité. Je veux remercier la FIDAL et ensuite les partenaires qui soutiennent ce projet : la région du Latium, la commune et la province de Rieti, la chambre de commerce de Rieti, la Caisse d'épargne de Rieti, le Groupe sportif des Eaux et forêts et le Groupe sportif de l'Esercito italiano ». Maria Chiara Milardi, directrice générale de « Rieti 2013 » a quant à elle décrit les détails du projet : « Nous souhaitons que les gens découvrent les beautés de Rieti et son excellence sportive qui passe à travers un meeting rendu fameux par l'expérience en matière d'organisation de Sandro Giovanelli et des conditions uniques d'un stade, le Guidobaldi, qui sera entièrement restructuré ».

## Résultats

### Hommes
| Épreuves | Or                                                                                 | Argent                                                                               | Bronze                                                                             |
| --- | ---------------------------------------------------------------------------------- | ------------------------------------------------------------------------------------ | ---------------------------------------------------------------------------------- |
| 100 m (Vent : -1,5 m/s) | Chijindu Ujah 10 s 40                                                              | Denis Dimitrov 10 s 46                                                               | Robert Polkowski 10 s 53                                                           |
| 200 m | Nethaneel Mitchell-Blake 20 s 62 (PB)                                              | Leon Reid 20 s 92                                                                    | Matthew Hudson-Smith 20 s 94                                                       |
| 400 m | Pavel Ivashko 45 s 81 (NJR)                                                        | Patryk Dobek 46 s 15 (PB)                                                            | Thomas Jordier 46 s 21 (NJR)                                                       |
| 800 m | Patrick Zwicker 1 min 49 s 58                                                      | Aaron Botterman 1 min 49 s 80                                                        | Léo Morgana 1 min 50 s 04                                                          |
| 1 500 m | Jake Wightman 3 min 44 s 14                                                        | Süleyman Bekmezci 3 min 44 s 45                                                      | Julius Lawnik 3 min 45 s 43                                                        |
| 5 000 m | Ali Kaya 13 min 49 s 76                                                            | Samuele Dini 14 min 36 s 25                                                          | Jonathan Davies 14 min 36 s 62                                                     |
| 10 000 m | Ali Kaya 28 min 31 s 16 CR NJR                                                     | Lorenzo Dini 29 min 31 s 11 PB                                                       | Dino Bošnjak 29 min 59 s 07                                                        |
| 110 m haies | Wilhem Belocian 13 s 18 CR EJR                                                     | Lorenzo Perini 13 s 30 NJR                                                           | Brahian Peña 13 s 31 NJR                                                           |
| 400 m haies | Timofey Chalyy 49 s 23 CR NJR                                                      | Aleksandr Skorobogatko 50 s 13                                                       | Jacob Paul 50 s 71 PB                                                              |
| 3 000 m steeple | Zak Seddon 8 min 45 s 91                                                           | Viktor Bakharev 8 min 47 s 81                                                        | Ersin Tekal 8 min 54 s 54 PB                                                       |
| 4 × 100 m | Pologne Tomasz Mudlaff Jacek Kabaciński Hubert Kalandyk Adam Jabłoński 39 s 80     | Allemagne Bastian Heber Robert Polkowski Maximilian Ruth Sebastian Schürmann 39 s 96 | Italie Giacomo Isolano Lorenzo Bilotti Roberto Rigali Eseosa Desalu 40 s 00        |
| 4 × 400 m | Russie Danil Peremetov Pavel Savin Dmitriy Khasanov Pavel Ivashko 3 min 4 s 87 NJR | Pologne Paweł Walczuk Rafał Smoleń Łukasz Ozdarski Patryk Dobek 3 min 5 s 07         | Royaume-Uni Alex Boyce Matthew Hudson-Smith Ben Snaith George Caddick 3 min 5 s 14 |
| 10 000 m marche | Pavel Parshin 41 min 01 s 55                                                       | Vito Minei 41 min 08 s 76 PB                                                         | Álvaro Martín 41 min 13 s 95 SB                                                    |
| Saut en hauteur | Tobias Potye 2,20 m PB                                                             | Andrei Skabeika 2,18 m =PB                                                           | Mikhail Akimenko 2,18 m =PB                                                        |
| Saut à la perche | Eirik Greibrokk Dolve 5,30 m                                                       | Axel Chapelle Leonid Kobelev 5,25 m                                                  | non attribuée                                                                      |
| Saut en longueur | Elliot Safo 7,86 m PB                                                              | Mathias Broothaerts 7,84 m PB                                                        | Guy-Elphège Anouman 7,60 m SB                                                      |
| Triple saut | Levon Aghasyan 16,01 m SB                                                          | Kristian Pulli 15,88 m PB                                                            | Vladimir Kozlov 15,85 m PB                                                         |
| Lancer du poids | Mesud Pezer 20,44 m NJR                                                            | Filip Mihaljević 20,23 m                                                             | Andrzej Regin 20,07 m PB                                                           |
| Lancer du disque | Róbert Szikszai 64,75 m NJR                                                        | Nicholas Percy 62,04 m                                                               | Aleksandr Dobrenkiy 61,54 m PB                                                     |
| Lancer du marteau | Valeriy Pronkin 78,34 m                                                            | Bence Pásztor 77,35 m                                                                | Marco Bortolato 73,43 m                                                            |
| Lancer du javelot | Julian Weber 79,68 m PB                                                            | Maksym Bohdan 78,77 m NJR                                                            | German Komarov 73,95 m                                                             |
| Décathlon | Yevgeniy Likhanov 7 975 pts PB                                                     | Aleksey Cherkasov 7 790 pts PB                                                       | Tim Nowak 7 778 pts PB                                                             |
| Records et Performances - AR : Record continental (area record) - CR : Record des championnats (championship record) - MR : Record du meeting (meet record) - NR : Record national (national record) - OR : Record olympique (olympic record) - PR : Record paralympique (paralympic record) - PB : Record personnel (personal best) - SB : Meilleure performance personnelle de la saison (season's best) - WL : Meilleure performance mondiale de l'année (world leader) - WJR : Record du monde junior (world junior record) - WR : Record du monde (world record) Circonstances et Conditions - DNF : N'a pas terminé (did not finish) - DNS : N'a pas pris le départ (did not start) - DQ : Disqualification (disqualification) - NM : Aucun essai valable enregistré (No Mark) - Q : Qualifié « directement » au prochain tour (ou à la prochaine compétition), lors d'une compétition majeure, grâce au classement ou à la réalisation des minima (automatic qualifier) - q : Qualifié au prochain tour (ou à la prochaine compétition), lors d'une compétition majeure, grâce au repêchage ou à la réalisation de l'une des meilleures performances parmi celles des « non qualifiés directement » (grâce au meilleur temps ou à la meilleure distance par exemple) (secondary qualifier) |                                                                                    |                                                                                      |                                                                                    |

### Femmes
| Épreuves | Or | Argent                                                                                 | Bronze                                                                                        |
| --- | --- | -------------------------------------------------------------------------------------- | --------------------------------------------------------------------------------------------- |
| 100 m | Stella Akakpo 11 s 52                                                                                  | Sophie Papps 11 s 72                                                                   | Klára Seidlová 11 s 88                                                                        |
| 200 m | Dina Asher-Smith 23 s 29                                                                               | Desiree Henry 23 s 56                                                                  | Tessa van Schagen 23 s 65                                                                     |
| 400 m | Patrycja Wyciszkiewicz 51 s 56 NJR                                                                     | Bianca Răzor 51 s 82 PB                                                                | Ekaterina Renzhina 52 s 27                                                                    |
| 800 m | Aníta Hinriksdóttir 2 min 1 s 14                                                                       | Olena Sidorska 2 min 1 s 46                                                            | Christina Hering 2 min 3 s 11 PB                                                              |
| 1 500 m | Nataliya Pryshchepa 4 min 18 s 51                                                                      | Sofia Ennaoui 4 min 20 s 20                                                            | Aurora Dybedokken 4 min 21 s 27 PB                                                            |
| 3 000 m | Emelia Gorecka 9 min 12 s 53 SB                                                                        | Emine Hatun Tuna 9 min 25 s 83 PB                                                      | Anna Petrova 9 min 30 s 00                                                                    |
| 5 000 m | Jip Vastenburg 16 min 3 s 31                                                                           | Oona Kettunen 16 min 3 s 79 PB                                                         | Elena Kudashkina 16 min 8 s 12                                                                |
| 10 000 m marche | Anežka Drahotová 44 min 15 s 87 NJR NR                                                                 | Oksana Golyatkina 44 min 21 s 03 PB                                                    | Eliska Drahotová 44 min 45 s 27 PB                                                            |
| 100 m haies | Noemi Zbären 13 s 17                                                                                   | Sarah Lavin 13 s 34 NJR                                                                | Héloïse Kane 13 s 36 PB                                                                       |
| 400 m haies | Hayley McLean 57 s 26 PB                                                                               | Joan Medjid 57 s 34 PB                                                                 | Stina Troest 57 s 41 NJR                                                                      |
| 3 000 m steeple | Oona Kettunen 9 min 45 s 51 NJR                                                                        | Maruša Mišmaš 9 min 51 s 15 NR NJR                                                     | Maya Rehberg 10 min 00 s 04 PB                                                                |
| 4 × 100 m | Royaume-Uni Yasmin Miller Dina Asher-Smith Steffi Wilson Desiree Henry 43 s 81 NJR                     | France Solenn Compper Stella Akakpo Brigitte Ntiamoah Deborah Sananes 44 s 00          | Pays-Bas Sacha van Agt Tessa van Schagen Naomi Sedney Eefje Boons 44 s 22                     |
| 4 × 400 m | Pologne Małgorzata Curyło Martyna Dąbrowska Adrianna Janowicz Patrycja Wyciszkiewicz 3 min 32 s 63 NJR | Russie Yana Glotova Anna Parfenova Anastasia Aslanidi Ekaterina Renzhina 3 min 33 s 36 | Allemagne Laura Müller Maike Schachtschneider Corinne Kohlmann Christina Hering 3 min 33 s 40 |
| Saut en hauteur | Kateryna Tabashnyk 1,90 m PB                                                                           | Aleksandra Yaryshkina 1,88 m PB                                                        | Iryna Gerashchenko 1,84 m                                                                     |
| Saut à la perche | Alena Lutkovskaya 4,30 m PB                                                                            | Femke Pluim 4,25 m PB                                                                  | Sonia Malavisi 4,20 m                                                                         |
| Saut en longueur | Malaika Mihambo 6,70 m PB                                                                              | Jazmin Sawyers 6,63 m PB                                                               | Maryna Bekh 6,44 m                                                                            |
| Triple saut | Ottavia Cestonaro 13,41 m                                                                              | Elena Panțuroiu 13,36 m PB                                                             | Ana Peleteiro 13,29 m SB                                                                      |
| Lancer du poids | Emel Dereli 18,04 m NR                                                                                 | Sophie McKenna 17,09 m                                                                 | Kätlin Piirimäe 16,80 m NJR                                                                   |
| Lancer du disque | Natalya Shirobokova 54,21 m                                                                            | Karolina Makuł 53,25 m PB                                                              | Tetyana Yuryeva 53,15 m                                                                       |
| Lancer du marteau | Hanna Zinchuk 65,44 m                                                                                  | Réka Gyurátz 65,01 m PB                                                                | Beatrix Banga 63,89 m PB                                                                      |
| Lancer du javelot | Sofi Flinck 57,91 m                                                                                    | Christin Hussong 57,90 m SB                                                            | Sara Kolak 57,79 m NR                                                                         |
| Heptathlon | Nafissatou Thiam 6 298 pts NR NJR                                                                      | Sofia Linde 6 081 pts PB                                                               | Marjolein Lindemans 5 831 pts PB                                                              |
| Records et Performances - AR : Record continental (area record) - CR : Record des championnats (championship record) - MR : Record du meeting (meet record) - NR : Record national (national record) - OR : Record olympique (olympic record) - PR : Record paralympique (paralympic record) - PB : Record personnel (personal best) - SB : Meilleure performance personnelle de la saison (season's best) - WL : Meilleure performance mondiale de l'année (world leader) - WJR : Record du monde junior (world junior record) - WR : Record du monde (world record) Circonstances et Conditions - DNF : N'a pas terminé (did not finish) - DNS : N'a pas pris le départ (did not start) - DQ : Disqualification (disqualification) - NM : Aucun essai valable enregistré (No Mark) - Q : Qualifié « directement » au prochain tour (ou à la prochaine compétition), lors d'une compétition majeure, grâce au classement ou à la réalisation des minima (automatic qualifier) - q : Qualifié au prochain tour (ou à la prochaine compétition), lors d'une compétition majeure, grâce au repêchage ou à la réalisation de l'une des meilleures performances parmi celles des « non qualifiés directement » (grâce au meilleur temps ou à la meilleure distance par exemple) (secondary qualifier) | |                                                                                        |                                                                                               |

## Tableau des médailles
| Rang | Nation | Or | Argent | Bronze | Total |
| ---- | ------ | -- | ------ | ------ | ----- |
| 1    | GBR    | 9  | 6      | 4      | 19    |
| 2    | RUS    | 8  | 7      | 7      | 22    |
| 3    | GER    | 4  | 2      | 6      | 12    |
| 4    | POL    | 3  | 4      | 1      | 8     |
| 5    | TUR    | 3  | 2      | 1      | 6     |
| 6    | FRA    | 2  | 3      | 4      | 9     |
| 7    | UKR    | 2  | 2      | 3      | 7     |
| 8    | ITA    | 1  | 4      | 3      | 8     |
| 9    | BEL    | 1  | 2      | 1      | 4     |
| 9    | HUN    | 1  | 2      | 1      | 4     |
| 10   | FIN    | 1  | 2      | 0      | 3     |
| 11   | NLD    | 1  | 1      | 2      | 4     |
| 12   | SWE    | 1  | 1      | 0      | 2     |
| 12   | BLR    | 1  | 1      | 0      | 2     |
| 13   | CZE    | 1  | 0      | 2      | 3     |
| 14   | NOR    | 1  | 0      | 1      | 2     |
| 14   | CHE    | 1  | 0      | 1      | 2     |
| 15   | BIH    | 1  | 0      | 0      | 1     |
| 15   | ISL    | 1  | 0      | 0      | 1     |
| 15   | ARM    | 1  | 0      | 0      | 1     |
| 16   | ROU    | 0  | 2      | 0      | 2     |
| 17   | CRO    | 0  | 1      | 1      | 2     |
| 18   | BUL    | 0  | 1      | 0      | 1     |
| 18   | IRL    | 0  | 1      | 0      | 1     |
| 18   | SVN    | 0  | 1      | 0      | 1     |
| 19   | ESP    | 0  | 0      | 2      | 2     |
| 20   | EST    | 0  | 0      | 1      | 1     |